# Pięcioro
Pięcioro (ang. Five) – amerykański film fantastycznonaukowy z 1951 roku w reżyserii Archa Obolera. Jeden z wczesnych reprezentantów nurtu kina postapokaliptycznego. 

## Fabuła
Świat po wojnie atomowej. Gdzieś w górach w niedużym domu spotyka się pięcioro ludzi, którzy przez przypadek przetrwali atak jądrowy. Różnią się wiekiem, płcią, kolorem skóry, a przede wszystkim charakterami. Ich odmienność bardzo szybko doprowadza do konfliktów.   

## Obsada
- William Phipps – Michael
- Susan Douglas Rubeš – Roseanne
- James Anderson – Eric
- Charles Lampkin – Charles
- Earl Lee – Oliver P. Barnstaple

## Produkcja
Pięcioro był pierwszym filmem Archa Obolera – pisarza i scenarzysty radiowego. Był obrazem w pełni autorskim (scenariusz, reżyseria, scenografia i produkcja). 
Film w rodzimych Stanach Zjednoczonych przeszedł praktycznie niezauważony czego powodem był brak należytej promocji, typowy dla tanich filmów mało znanych twórców. Nie zyskał sobie również przychylności krytyki, uznany za "banalny i mdły" o "słabym tempie akcji i kiepskiej grze aktorskiej". Zdobył sobie natomiast rozgłos w Europie, zwłaszcza we Francji, gdzie został dostrzeżony przez krytyków "nowej fali". Chwalili oni w obrazie Obolera bezwzględność i pesymizm w ocenie amerykańskiej rzeczywistości oraz oszczędność i precyzję filmowego języka . Po latach Pięcioro uważany jest za najlepszy w dorobku reżysera, wyprzedzający swój czas i niesłusznie zapomniany klasyk gatunku, jego zaczątek. 

## Linki zwnętrzne
- Pięcioro w bazie IMDb (ang.)
- Pięcioro w bazie Filmweb